# Fuente el Saz de Jarama
Fuente el Saz de Jarama er en by og kommune i det centrale Spanien i Madrid-regionen. Den har et indbyggertal på 7.379 (2024) indbyggere.